# Свободное Государство Кундинамарка
Свободное и Независимое Государство Кундинамарка (исп. Estado Libre e Independiente de Cundinamarca) — государство, существовавшее в Южной Америке в 1811—1814 годах.

## История

### Провозглашение независимости от Испании
В 1808 году Наполеон вынудил Карла IV и Фердинанда VII отречься от прав на испанский престол, и сделал королём Испании своего брата Жозефа. Однако это привело к народному восстанию, вылившемуся в затяжную войну. Королевский Верховный совет Кастилии провозгласил королевское отречение не имеющим силы, и носителем высшей власти в стране была объявлена Центральная Верховная Правящая Хунта Королевства. 29 января 1810 года Хунта самораспустилась, передав власть Регентскому совету Испании и Индий.
Весной 1810 года Южной Америки достигли известия о самороспуске Центральной Хунты и создании Регентского совета. В ответ на это на местах стали образовываться хунты, заявлявшие о непризнании Регентского совета. 10 мая была образована Хунта в Картахене-де-Индиас, 3 июля — в Сантьяго-де-Кали, 4 июля — в Памплоне, 9 июля — в Сокорро. 20 июля в столице вице-королевства Новая Гранада Санта-Фе-де-Боготе на открытом народном собрании была избрана Верховная Народная Хунта Новой Гранады, которая 26 июля объявила о непризнании Регентского совета.

### Независимое государство
Хунта в Боготе, несмотря на своё название, контролировала только город; многие местные хунты не желали подчиняться бывшей столице вице-королевства. Тогда в провинции Кундинамарка, в которую входила Санта-Фе-де-Богота, была собрана провинциальная Конституционная Ассамблея, избравшая президентом провинции Хорхе Тадео Лосано. Конституция объявляла независимость Кундинамарки, но формально признавала испанского короля монархом, отвергая его представителей в лице вице-королей.
Вскоре власть в Кундинамарке перешла к Антонио Нариньо. Он отстаивал идею создания в Новой Гранаде сильной централизованной власти, однако большинство других провинций не желало возвращаться под власть Боготы, и те из них, кто выбрал дорогу к независимости, предпочитали видеть государство федеративным, а не централизованным. «Федералисты» объединились в Соединённые Провинции Новой Гранады, Кундинамарка же осталась независимой и начала экспансию. В 1811 году Кундинамарка аннексировала провинцию Марикита и часть провинции Нейва, что привело к первой гражданской войне в истории Колумбии.
19 июля 1813 года Кундинамарка провозгласила полную независимость от Испании, и подписала с Соединёнными Провинциями соглашение об общей борьбе против Испании. Нариньо отправился с объединённой армией на юг, но попал в плен к роялистам. Воспользовавшись ситуацией, Соединённые Провинции отправили на Кундинамарку армию во главе с Симоном Боливаром, которая 10 декабря 1814 году взяла Боготу и покончила с независимостью Кундинамарки, присоединив её к Соединённым Провинциям.